# Chi Màn màn
Chi Màn màn hay chi Rau màn, chi màng màng, đôi khi còn gọi là hoa xác pháo, một số tài liệu nước ngoại gọi là cây nhện (danh pháp khoa học: Cleome) là một chi thực vật có hoa thuộc họ Màn màn (Cleomaceae). Trước đây, chi này được đặt vào họ Bạch hoa (Capparaceae), đến khi các nghiên cứu DNA cho thấy chi này có liên quan tới họ Cải (Brassicaceae) nhiều hơn là họ Bạch hoa. Hệ thống APG II đặt chi Cleome và hai chi khác thuộc họ Màn màn vào trong họ Cải.
Chi này, theo nghĩa hẹp (sensu stricto) bao gồm 170 loài thân thảo và cây bụi một năm hoặc lâu năm Các loài thực vật thuộc chi này phân bố khắp các vùng nhiệt đới và các vùng có khí hậu nóng ấm trên thế giới. Một số nghiên cứu DNA gần đây đã thất bại trong việc phân biệt các loài thuộc ba chi Cleome, Podandrogyne và Polanisia, cho nên một số nhà phân loại thực vật đã bỏ qua hai chi sau cùng, đưa các loài trong đó vào chi Màn màn nghĩa rộng (sensu lato); lúc này chi Màn màn chứa khoảng 275 loài, chiếm đa số loài trong họ Màn màn.

## Các loài tiêu biểu
Nguồn:
- Cleome aculeata L., tropical
- Cleome anomala Kunth; neo-tropical
- Cleome arborea Kunth
- Cleome aspera Koen. ex DC.

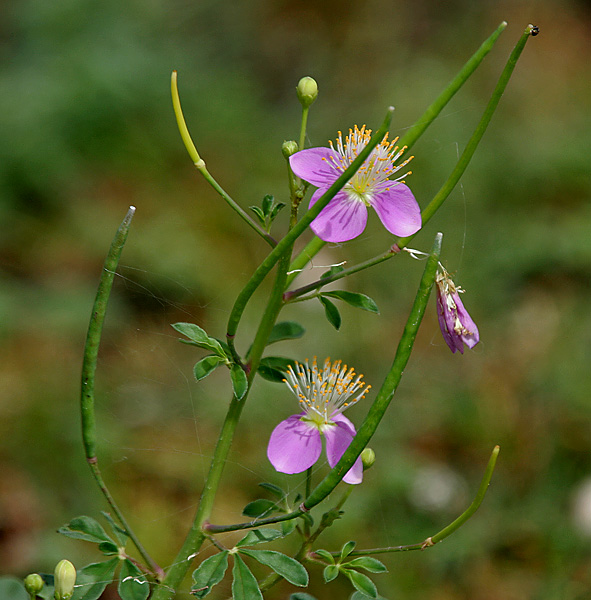
Cleome chelidonii

- Cleome augustinensis (Hochr.) Briq.
- Cleome chilensis DC.
- Cleome cordobensis Eichler ex Griseb.
- Cleome diffusa Banks ex DC.
- Cleome eosina J.F.Macbr.
- Cleome flexuosa F.Dietr.
- Cleome gigantea L.
- Cleome glabra Taub. ex Glaz.
- Cleome guianensis Aubl.
- Cleome gynandra L.
- Cleome hassleriana Chodat
- Cleome herrerae J.F.Macbr.
- Cleome hirta (Klotzsch) Oliv.
- Cleome iberica DC.
- Cleome isomeris Greene
- Cleome lanceolata (Mart. & Zucc.) H.H.Iltis
- Cleome lechleri Eichler
- Cleome lutea Hook.
- Cleome micrantha Desv. ex Ham.
- Cleome monophylla L.
- Cleome multicaulis DC.
- Cleome ornithopodioides L.
- Cleome paludosa Willd. ex Eichler
- Cleome parviflora Kunth
- Cleome pilosa
- Cleome platycarpa Torr.
- Cleome psoraleifolia DC.
- Cleome rubella Burch.
- Cleome rutidosperma DC.
- Cleome serrata Jacq.
- Cleome serrulata Pursh
- Cleome sparsifolia S.Wats.
- Cleome speciosa Raf.
- Cleome spinosa Jacq.
- Cleome stenophylla Klotzsch ex Urban
- Cleome stylosa Eichler
- Cleome titubans Speg.
- Cleome trachycarpa Klotzsch ex Eichler
- Cleome tucumanensis H.H.Iltis
- Cleome violacea L.
- Cleome viridiflora Schreb.
- Cleome viscosa L.
- Cleome werdermannii A. Ernst

## Lai tạo và sử dụng
Một số loài trong chi Màn màn được sử dụng làm cây cảnh trồng trang tri, dùng trong y học phương Đông hoặc văn hóa ẩm thực. Cleome hassleriana là loài cây cảnh được trồng và lai tạo phổ biến, tuy nhiên có thể trở thành cây xâm hại nếu không chú ý loại bỏ nó trước khi nó phát tán hạt giống.

## Hình ảnh

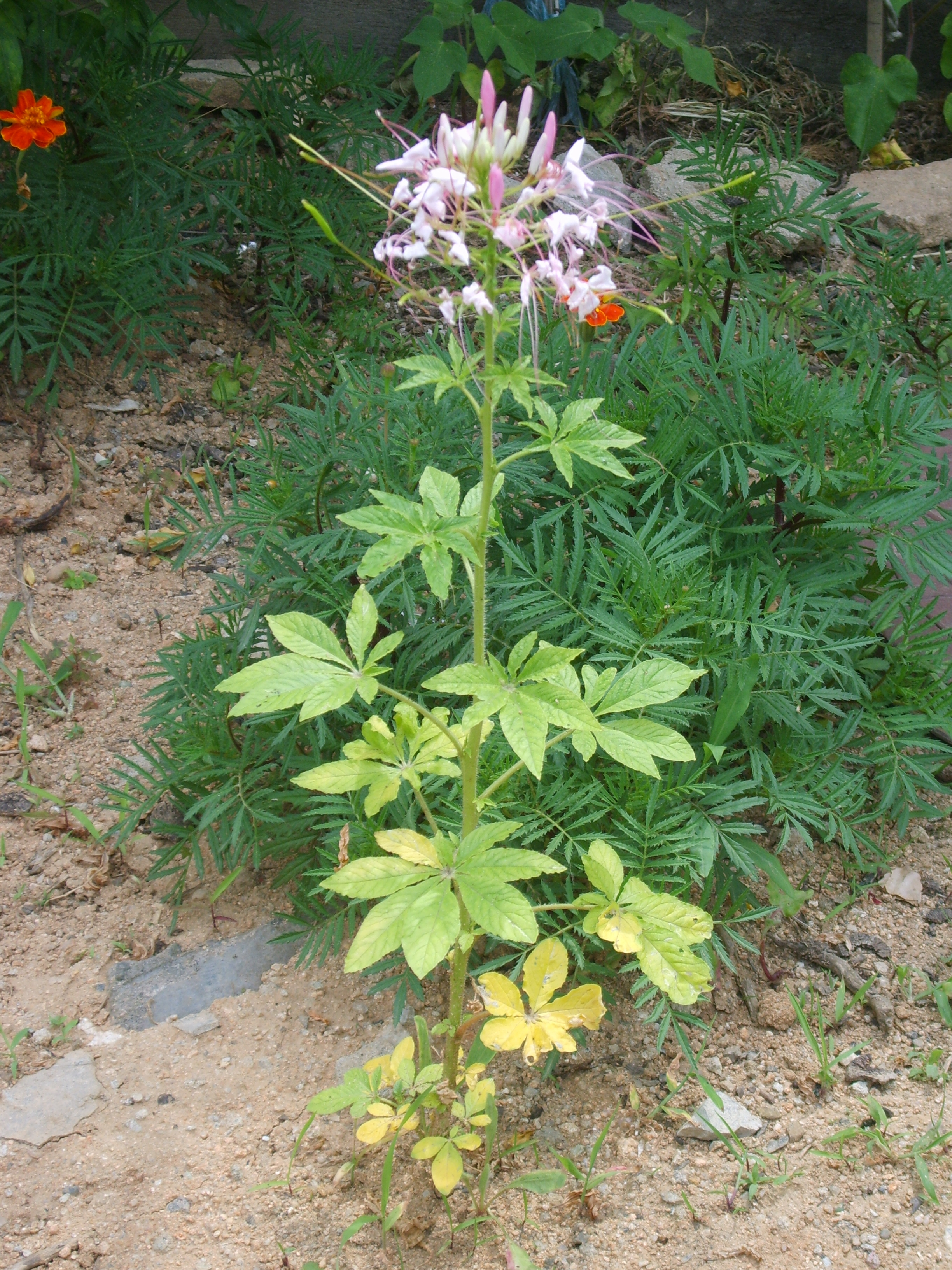
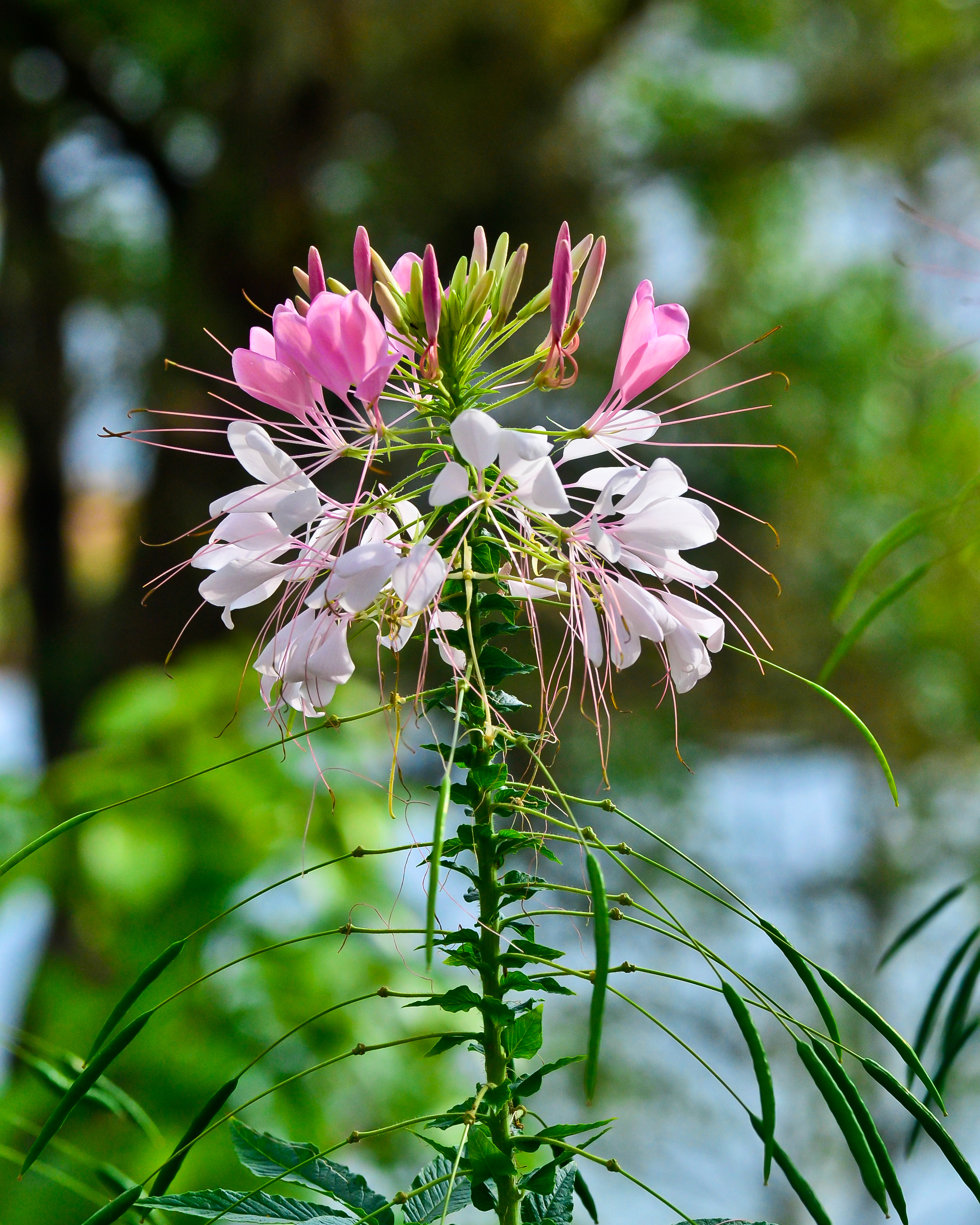
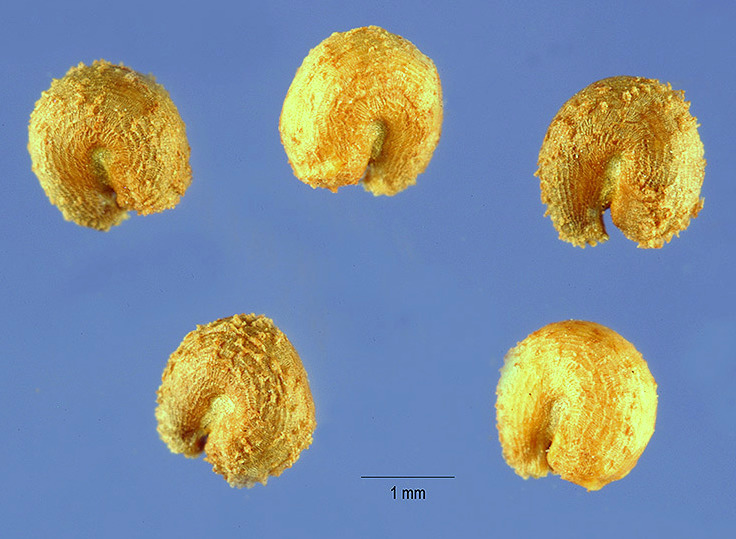